# معمای همه‌چیزخوار
«معمای همه‌چیزخوار» نام کتابی است که توسط مایکل پولان در سال ۲۰۰۶ نوشته شده است. در این کتاب، پولان مستقیماً به سراغِ این پرسش می‌رود که ما چه چیزی باید بخوریم. انسان (به مانند همانند همه‌چیزخواران) به عنوان یک همه‌چیزخوار، که عمدتاً به‌طور غیرانتخابی موادِ غذایی را مصرف می‌کند، با طیف گسترده‌ای از انتخاب‌های غذایی روبرو است، و به همین موضوع، این تصمیم را برای او تبدیل به یک معما می‌کند. پولان نشان می‌دهد که پیش از به میدان آمدنِ فناوری‌های امروزیِ حفظ و تبدیل غذا، این معما تا اندازه زیادی- عمدتاً از طریق نفوذ فرهنگی- حل شده بود. اما فناوری‌های مدرن این معما را به وجود آورده‌اند- از طریق در دسترس قرار دادنِ غذاهایی که تا پیش از آن محدود به فصل یا منطقهٔ معینی بود. رابطهٔ بین مواد غذایی و جامعه، که زمانی توسط فرهنگ تنظیم می‌شد، حال دچار سردرگمی شده است. برای یادگیریِ بیشتر در موردِ این انتخاب‌ها، پولان به تعقیبِ هر یک از زنجیره‌های غذایی می‌پردازد که که ما زنده نگاه داشته است: غذای صنعتی، غذای ارگانیگ و غذایی که برای خود گردآوری می‌کنیم. پولان این داستان را از آغازِ فرآوری این مواد غذایی تا محصولِ نهایی دنبال می‌کند، و در این بین نقدی نیز از شیوهٔ تغذیهٔ آمریکایی به دست می‌دهد.

## نسخهٔ فارسی کتاب
این کتاب در سال ۱۳۹۵ توسط آرش حسینیان ترجمه شده است.